# Alvin Kraenzlein
Alvin Christian Kraenzlein (Milwaukee, 12 de dezembro de 1876 - Wilkes-Barre, 6 de janeiro de 1928) foi um atleta norte-americano, ganhador de quatro medalhas de ouro nos Jogos Olímpicos de 1900. Até hoje é o único atleta da história a ter conseguido isto em provas individuais do atletismo numa edição dos Jogos.
Nos anos anteriores aos Jogos, enquanto estudava para ser dentista na Universidade da Pensilvânia, Alvin venceu diversos torneios de atletismo dos Estados Unidos, mostrando grande técnica e velocidade nas corridas curtas, no salto em distância e principalmente nas provas com barreiras, onde inventou a técnica de pular por sobre a barreira com a perna da frente esticada, que persiste até os dias de hoje. Ele preparou-se para os Jogos de Paris na Inglaterra, disputando e vencendo provas dessas modalidades.
Em Paris, ele viria a se tornar a grande sensação do atletismo ao conquistar quatro vitórias, nos 60 m rasos, 110 m com barreiras, 200 m com barreiras e salto em distância, com uma vitória memorável de apenas 1 cm de diferença no último salto e que lhe valeram o apelido de "Furacão de Milwaukee".
Kraenzlein retirou-se do esporte no ano seguinte, como detentor de seis recordes mundiais e formou-se em odontologia. Após exercer a profissão alguns anos, assumiu o cargo de técnico de atletismo da Universidade da Pensilvânia, que manteve até sua morte em 1928.